# Стојанка Радосављевић Наташа
Стојанка Радосављевић (Неготин, 1923 — Књажевац, 1944), ученица, позадински радник, учесник Народноослободилачке борбе, члан Среског Комитета СКОЈ−а.

## Биографија
Стојанка Радосављевић рођена је 1923. године у Неготину. Основну школу завршила је у родном Неготину у којем уписује и Учитељску школу. Већ у првој години Учитељске школе укључује се у покрет напредне омладине, а почетком 1941. постаје и члан СКОЈ-а.
У марту 1942. именована је за секретара скојевског актива у својој школи, а затим постаје и члан Месног руководства СКОЈ-а.

## Политички рад
Почетком 1943. године Стојанка постаје члан Окружног комитета СКОЈ-а Зајечар. Исте године да би избегла хапшење одлази у Крајински партизански одред заједно са Вером Радосављевић, Драгоманом Радојчићем Стамболијом, Николом Радосављевићем, Добрилом Радосављевић и Милинком Стевановићем.
Као члан Окружног комитета учесник је партијске конференције Тимока и Крајине, одржане између села Грлишта и Заграђа од 31. маја до 6. јуна 1943. Учесник је и један од организатора велике акције спасавања жетве у лето 1943. у организацији Окружног комитета КПЈ.
После Окружне партијске конференције активно ради на подручју Грлишта и околних села. У лето 1943. Стојанка Радосављевић Наташа и Михајло Туртић формирали су организацију СКОЈ-а и у Грљану.

## Погибија
Стојанка Радосављевић Наташа настрадала је 14. јануара 1944. године у Књажевцу где је повремено илегално деловала. Док су жандарми проваљивали у кућу спалила је сву архиву која је била код ње, а затим се са другарицом Милицом Павловић, да не би пале у руке непријатељу, убила пуцњем из пиштоља.

## Спомен обележја
Неготинским првоборцима, међу којима је и Стојанка Радосављевић Наташа и њен брат Миомир Радосављевић Пики, подигнута је на улазу у неготинско гробље Спомен костурница.
На њиховој кући у улици Стојанке Радосављевић 12 у Неготину у којој је 1939. одржан први састанак напредне омладине Неготина постављена је 1959. Спомен плоча.